# Cantonul Petit-Canal
Cantonul Petit-Canal este un canton din arondismentul Pointe-à-Pitre, Guadelupa, Franța.

## Comune
- Petit-Canal : 7746 locuitori